# Araneus catospilotus
Araneus catospilotus är en spindelart som beskrevs av Simon 1907. Araneus catospilotus ingår i släktet Araneus och familjen hjulspindlar. Inga underarter finns listade i Catalogue of Life.